# Султан-Кударат
Султан-Кударат (Hiligaynon Kapuoran sang Sultan Kudarat) — провінція Філіппін, розташована в регіоні Сокксксарген на острові Мінданао. Адміністративним центром є муніципалітет Ісулан. Комерційним та бізнес-центром провінції є місто Такуронг.

## Географія
Провінція Султанат-Кударат розташована в південно-західній частині острова Мінданао. Площа провінції становить 5 298,34 км2. Султанат-Кударат межує на півночі з провінціями Магінданао та Котабато, на півдні - з провінціями Південний Котабато і Сарангані, на сході - з провінцією Південне Давао, на заході - із затокою Моро та морем Сулавесі.
Два великі гірські хребти перетинають провінцію: гори Аліп і хребет Дагума.

### Адміністративний поділ
Адміністративно поділяється на 11 муніципалітетів та одне місто.

### Клімат
Клімат провінції характеризується проливними дощами з квітня по листопад. Найтепліше у березні (середня температура +35°C), найхолодніше у грудні та початку січня (середня температура +18°C).

## Демографія
Згідно перепису 2015 року населення провінції становило 812 095 осіб.

## Економіка
Економіка провінції переважно заснована на сільському господарстві. Головними культурами є рис, кукурудза, кокос, кава, банани, манго, дуріани та африканська пальма. Поширеними є птахівництво та свинарство. В провінції розташований найбільший в країні зернопереробний комплекс та багато рисових млинів.
В приморських містах провінції поширеним є рибальство. Тунець, виловлений вздовж узбережжя, експортується до Японії та Європи.